# Dmitrij Chomicz
Dmitrij Nikołajewicz Chomicz (ros. Дмитрий Николаевич Хомич, ur. 4 października 1984 we Władykaukazie) – piłkarz rosyjski grający na pozycji bramkarza.

## Kariera klubowa
Chomicz rozpoczął piłkarską karierę w małym klubie z rodzinnego Władykaukazu o nazwie Junost. Terminował także w szkółce Ałanii Władykaukaz, ale to w barwach w 2000 FK Mozdok zadebiutował w Drugiej Dywizji (odpowiednik III ligi) w wieku zaledwie 15 lat. Po roku gry w Mozdoku Chomicz powrócił do Spartaka i początkowo występował w rezerwach, a w 2003 roku zaliczył swój pierwszy występ w Premier Lidze, kiedy to dotychczasowy bramkarz Ilja Blizniuk doznał kontuzji w spotkaniu z Kryljami Sowietow Samara. Zaliczył 9 występów, w których puścił 7 bramek i przyczynił się do utrzymania Spartaka-Ałaniji w lidze. W 2004 roku był już pierwszym bramkarzem klubu i walczył o miejsce w składzie z Serbem Dejanem Radiciem.
W 2005 roku Chomicz przeszedł do Spartaka Moskwa, gdzie stał się trzecim bramkarzem po Wojciechu Kowalewskim i Aleksieju Zujewie. Stołeczny klub zapłacił za niego 250 tysięcy euro. Dmitrij nie wystąpił jednak w żadnym ligowym spotkaniu, a debiut ligowy w Spartaku zaliczył dopiero 14 października 2006 w wygranym 1:0 meczu z Zenitem Petersburg. W 2006 roku zagrał w 3 ligowych meczach i miał niewielki udział w wywalczeniu wicemistrzostwa kraju. W 2007 roku rozegrał dla Spartaka jedno spotkanie i znów został wicemistrzem Rosji.
W 2008 roku Chomicz został wypożyczony do Spartaka Nalczyk. W Spartaku grał łącznie przez 2 sezony i rozegrał w nim 38 spotkań. W 2010 roku przeszedł do Ałaniji Władykaukaz. 13 lutego 2015 został piłkarzem rosyjskiego Amkar Perm.
| Sezon | Klub                        | Kraj  | Rozgrywki       | Mecze | Bramki |
| ----- | --------------------------- | ----- | --------------- | ----- | ------ |
| 2000  | FK Mozdok                   | Rosja | Wtoroj diwizion | 8     | 0      |
| 2001  | Ałanija Władykaukaz         | Rosja | Priemjer-Liga   | 0     | 0      |
| 2002  | Ałanija Władykaukaz         | Rosja | Priemjer-Liga   | 0     | 0      |
| 2003  | Spartak-Ałanija Władykaukaz | Rosja | Priemjer-Liga   | 9     | 0      |
| 2004  | Ałanija Władykaukaz         | Rosja | Priemjer-Liga   | 15    | 0      |
| 2005  | Spartak Moskwa              | Rosja | Priemjer-Liga   | 0     | 0      |
| 2006  | Spartak Moskwa              | Rosja | Priemjer-Liga   | 3     | 0      |
| 2007  | Spartak Moskwa              | Rosja | Priemjer-Liga   | 1     | 0      |
| 2008  | Spartak Nalczyk             | Rosja | Priemjer-Liga   | 27    | 0      |
| 2009  | Spartak Nalczyk             | Rosja | Priemjer-Liga   | 11    | 0      |
| 2010  | Ałanija Władykaukaz         | Rosja | Priemjer-Liga   |       |        |

## Kariera reprezentacyjna
Chomicz w swojej karierze zaliczył 9 występów w młodzieżowej reprezentacji Rosji U-21 w latach 2002-2004.